# همایش دانشگاهی

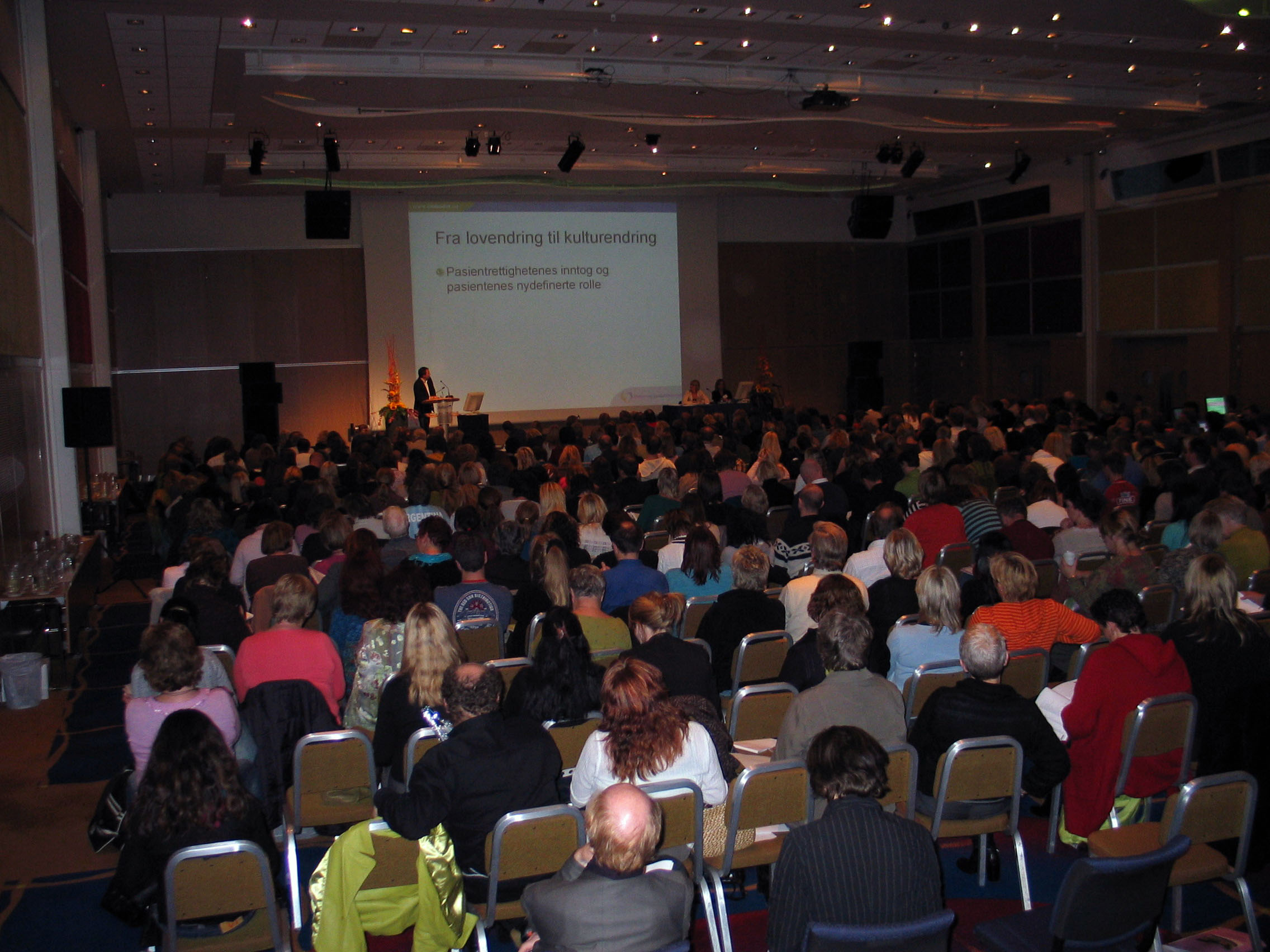
همایش توانبخشی پزشکی در اسلو

همایش دانشگاهی (انگلیسی: academic conference) یا هم‌نشست (برابر واژه یونانی سمپوزیوم) (انگلیسی: symposium) نوعی نشست و گردهمایی علمی و پژوهشی است که مشارکت صاحبنظران و پژوهشگران در یک موضوع یا موضوعات ویژه به منظور تبادل دانش و اطلاعات از طریق ارائه سخنرانی با حضور شرکت‌کنندگان برگزار می‌شود. همایش‌های دانشگاهی معمولاً بین یک روز تا یک هفته به میزبانی یک نهاد دانشگاهی یا مرکز علمی و پژوهشی، پژوهشگاه، پژوهشکده، اندیشکده و ... برگزار می‌گردند.

## ریشه واژه سمپوزیوم
سمپوزیوم کلمه یونانی (در یونانی کهن: συμπόσιον، از ریشه συμπίνειν به معنای "با هم نوشیدن") به معنای تلویحی و کاربردی آن زمان: "دورهم نوشیدن" است. یونانیان باستان با نیت خدا دوستی این سنت را پس از صرف غذا با برگزار می‌کردند. گرچه این مفهوم کهن در یونان باستان امروزه نیز به هم‌نشست و همایش دانشگاهی اطلاق می‌گردد.

## انواع
- بین‌المللی
- ملی
- استانی
- دانشگاهی

## ساختار و تشکیلات
- رئیس همایش
- دبیر همایش
- دبیران علمی و اجرایی (کمیته علمی و اجرایی)